# Котешев Анатолій Олексійович
Анатолій Олексійович Котешев (16 липня 1944 , Новосибірськ ) — радянський фехтувальник на рапірах, срібний призер Олімпійських ігор 1972 року, чемпіон світу.

## Виступи на Олімпіадах
| Олімпіада   | Дисципліна           | Місце |
| ----------- | -------------------- | ----- |
| Мюнхен 1972 | індивідуальна рапіра | 17    |
| Мюнхен 1972 | командна рапіра      | 2     |